# Palazzo Bolognetti-Torlonia
Il  Palazzo Bolognetti-Torlonia, ad oggi demolito, è stato un palazzo storico sito in Piazza Venezia, Roma, Italia.

## Descrizione storica
Il palazzo fu costruito nel sec. XVII su progetto di Carlo Fontana per i Bolognetti, principi di Vicovaro.  Era posto alla fine di via del Corso, di fronte al Palazzo Venezia, nell'area ora occupata dalla piazza.
Nel 1775 la famiglia proprietaria si estinse nei Cenci, da allora Cenci - Bolognetti.  Questi, già proprietari dei palazzi al Monte dei Cenci, lo cedettero nel 1807 a Giovanni Torlonia, dal quale passò poi al figlio Alessandro.
I Torlonia restaurarono ed arricchirono il palazzo in due fasi, subito dopo l'acquisto e poi a partire dalla metà degli anni '30 del sec. XIX. Il restauro fu affidato all'architetto Giovanni Battista Caretti. Ai lavori contribuirono artisti come Canova, Thorvaldsen, Tenerani, Cognetti e Diofebi; gli affreschi furono eseguiti da Francesco Podesti. Il palazzo fu il centro di una attivissima vita mondana, e vide tra i suoi ospiti i Re di Baviera, oltre che aristocratici russi e legislatori dello Stato del Baden.
Il palazzo venne infine demolito nel 1903, per rendere simmetrica e più ampia la piazza in cui stava sorgendo il Monumento a Vittorio Emanuele II. Prima della demolizione, le decorazioni e gli affreschi delle pareti del palazzo vennero fotografati e i mobili vennero venduti; gli affreschi più significativi furono invece strappati dalle pareti e oggi sono conservati al Museo di Roma a Palazzo Braschi.
Il piano nobile del palazzo comprendeva la Galleria di Teseo, la sala di Psiche, la sala di Diana e la sala degli ospiti (ora ricostruita al Palazzo Braschi). Un'altra ala del palazzo era chiamata Galleria dell'Ercole, di Canova, prendendo il proprio nome dal gruppo di statue “Lica Heracles” di Antonio Canova, oggi alla Galleria Nazionale di Arte Moderna sempre a Roma: questa era un misto tra museo e sala di ricevimento con quadri e decorazioni in gesso, con specchi, mobilio, elementi d'argento e copie di sculture antiche greche e romane.